# Неконференция
Неконференция (англ. unconference) — формат дискуссионного мероприятия, в котором участники сами определяют ход его работы. Термин обычно применяется с целью подчеркнуть отсутствие таких характерных для традиционных конференций свойств, как большие организационные взносы и рекламные презентации. Известный пример неконференции — BarCamp.

## История
Согласно версии Тима О'Райли, первая неконференция (на которой вместо обычного упора на формальные речи была сделана ставка на кулуарные переговоры участников) была организована в 1828 году Александром фон Гумбольдтом.
Впервые термин "неконференция" возник в анонсе ежегодной конференции разработчиков XML в 1998.